# Arrebato (canción de Extremoduro)
«Arrebato» es una canción del grupo de hard rock español Extremoduro, incluida en su álbum de estudio debut Tú en tu casa, nosotros en la hoguera de 1989.

## Descripción
Se trata del octavo y último tema del álbum; sería incluido en el álbum recopilatorio de la banda Grandes éxitos y fracasos (Episodio segundo).